# Latsch (Weiden in der Oberpfalz)
 Latsch ist ein Dorf und ein Gemeindeteil von Weiden in der Oberpfalz.

## Geografie
Der Ort Latsch liegt im Weidener Stadtteil Neunkirchen. Vom Pfarrdorf Neunkirchen ist Latsch etwa einen Kilometer entfernt.

### Entfernung zu Städten
| Bayreuth (50 Kilometer) | Hof (75 Kilometer)                          | Cheb (Eger) Tschechien (50 Kilometer) |
| Nürnberg (80 Kilometer) | Kompassrose, die auf Nachbargemeinden zeigt | Pilsen (Tschechien) (90 Kilometer)    |
| Amberg (30 Kilometer)   | Regensburg (70 Kilometer)                   | Cham (Oberpfalz) (60 Kilometer)       |

### Landesplanung
Der Ort befindet sich in der Planungsregion Oberpfalz-Nord.

## Geschichte

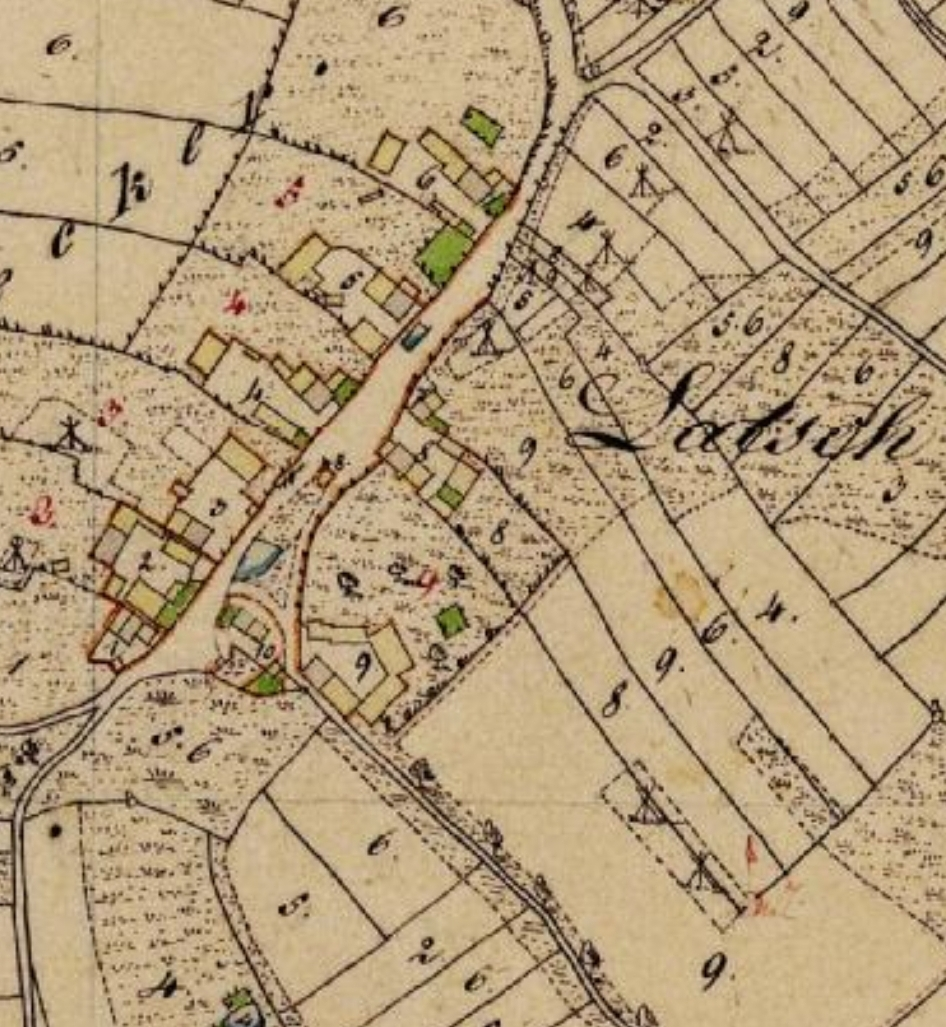
Latsch, historische Karte (im Urkataster von Bayern)

Der Ort Latsch wurde im Mittelalter als Bauerndorf gegründet. Erstmals erwähnt wurde er im Jahr 1280 unter dem Namen „Lautsch“. Im Jahr 1368 hatte Latsch bereits fünf Bauernhöfe. Im Jahr 1972 wurde Latsch, welches lange zur Gemeinde Neunkirchen gehört hatte, mit diesem in die Stadt Weiden eingemeindet.

### Einwohnerentwicklung
| Jahr | Einwohnerzahl | Wohngebäude                  | Information                  |
| ---- | ------------- | ---------------------------- | ---------------------------- |
| 1877 | 82            | 42                           | 125 Rindvieh                 |
| 1888 | 76            | 13                           |                              |
| 1914 | 79            | 14                           |                              |
| 1928 | 79            | 14                           |                              |
| 1950 | 128           | 17                           |                              |
| 1961 | 142           | 26                           |                              |
| 1973 | 120           |                              | Jetzt Teil der Stadt Weiden. |
| 1987 | 95            | 18 Wohngebäude; 27 Wohnungen |                              |

## Infrastruktur

### Verkehr
- Straße von Neunkirchen (Von St 2166) über Latsch nach Weiden-West (Brandweiher) zur B 470 .
  - Verbindung mit:
    - Neunkirchen
      - Mantel
      - Wiesendorf
      - Mallersricht

    - Weiden-West
      - Pressath
      - Eschenbach
      - Franken
- Straße von Staatsstraße 2166 (Von Weiden, Frauenricht, A 93 ) nach Latsch.
  - Verbindung mit:
    - Weiden
      - Schwandorf (A93)
      - Hof (A93)
      - Vohenstrauß
      - Südbayern
      - Ostdeutschland
- Weg nach Frauenricht
- Weg zum Flugplatz Weiden-Latsch

#### Busverkehr
- Im Ort ist die Bushaltestelle „Latsch“ mit folgenden Verbindungen:
  - Stadtbus Weiden:[8] bis 1/2  Stunden Takt
    - Linie 5A über Neunkirchen und Frauenricht nach Weiden
    - Linie 5B über Weidingbach  nach Weiden
- Etwas außerhalb des Ortes ist auf der Staatsstraße 2166 die Bushaltestelle „Latsch Abzweig“
  - Buslinie 2678
    - Verbindung nach Weiden
    - Verbindung nach Mantel, Grafenwöhr und Eschenbach

### Aufbau des Ortes

#### Gartensiedlung
Im Westen von Latsch befindet sich auf ungefähr 21.000 Quadratmetern eine Gartensiedlung mit 22 Parzellen. Diese sind durchschnittlich 1.000 Quadratmeter groß.

#### Süden
Von Süden kommt die Straße von Neunkirchen. Gleich nach dem Ortseingang zweigt links ein Weg zur Gartensiedlung ab, während rechts eine etwa 500 Meter lange Weiherkette endet, die in Neunkirchen beginnt.

#### Norden
Die Anwesen mit den Hausnummern 5 und 6 sind alte Dreiseitenhöfe. Hinter den Häusern befinden sich noch Scheunen und Lagerstätten der Bauernhöfe.

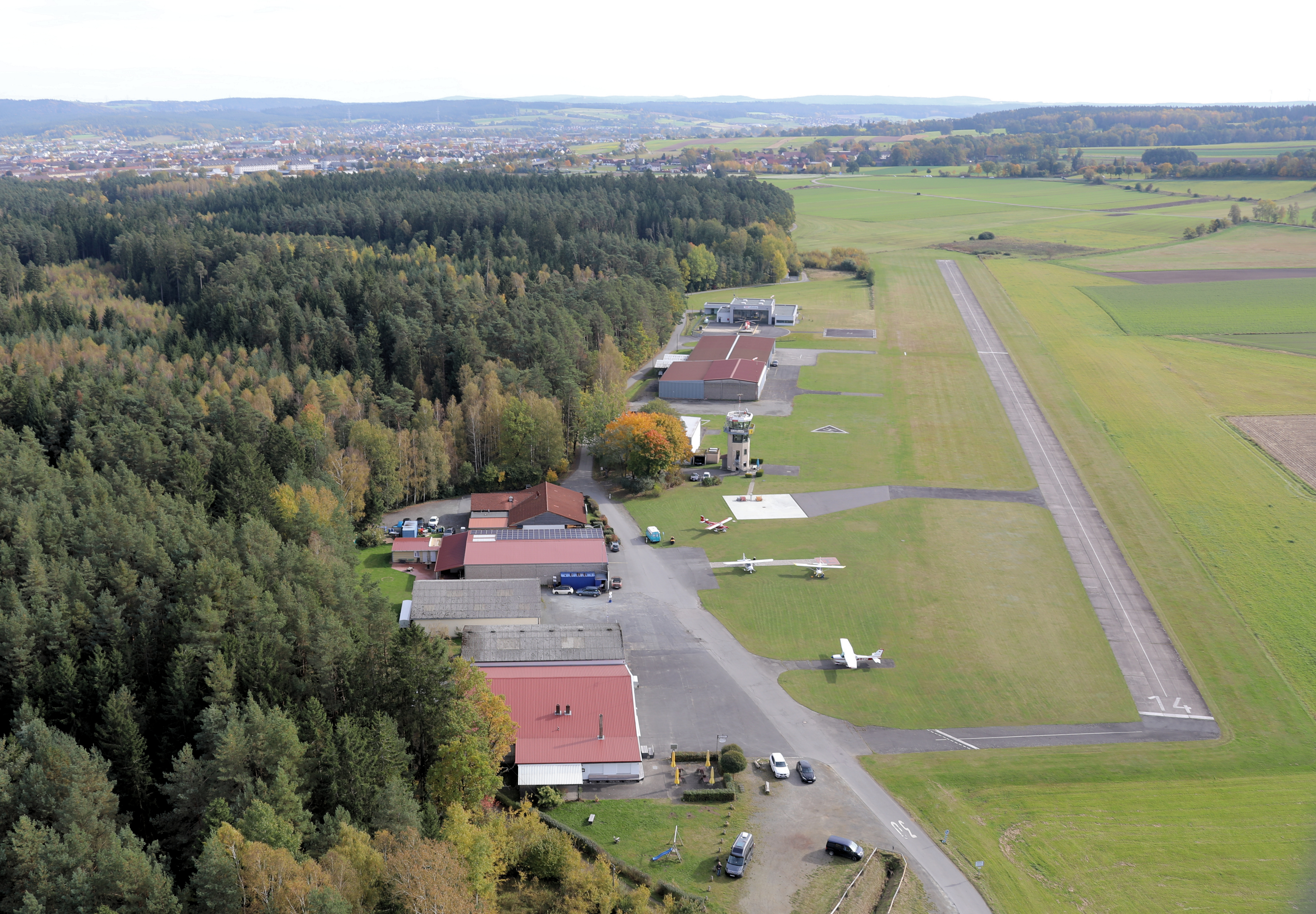
Landeplatz Latsch

### Landeplatz Latsch
Nordöstlich des Ortes Latsch befindet sich der Verkehrslandeplatz Latsch, der von Privatpersonen, Geschäftsleuten, dem Aero-Club Weiden und dem Oberpfälzer Motorflieger-Club OMC genutzt wird. Seit 2011 ist der Rettungshubschrauber Christoph 80 mitsamt Besatzung am Flugplatz Latsch stationiert.